# Jason Behr
Jason Nathaniel Behr (Mineápolis, 30 de diciembre de 1973) es un actor estadounidense de cine y televisión.

## Biografía
Jason Behr nació el 30 de diciembre de 1973, en Mineápolis, Minnesota. Sus padres son Patricia Ann Steiner y David Paul Behr; tiene tres hermanos, John, Aaron, y Andrew. Comenzó a actuar a los 5 años en diferentes producciones teatrales, así como modelo en comerciales publicitarios. Durante toda su etapa escolar siempre buscó tiempo para actuar. Después de graduarse, se trasladó a Los Ángeles para poder comenzar su carrera profesional como actor.

## Carrera
Jason ha hecho más de 75 anuncios. Empezó actuando en diferentes series de TV, entre otras: J.A.C., Profiler, Buffy the Vampire Slayer y Dawson's Creek.
Jason ha interpretando a Max en las serie de televisión estadounidense Roswell (en España se pudo ver en el canal de Vía Digital "Factoría de Ficción"). En Roswell, Jason fue uno de los protagonistas en el papel de Max un extraterrestre que vive en la Tierra junto con otros 2 alienígenas más.
Jason también ha interpretado a un personaje homosexual en la película Rites of Passage. Interpreta a un adolescente que se venga de su padre por frustrar su historia de amor.

## Filmografía

### Cine
| Año  | Película           | Personaje         | Director        |
| ---- | ------------------ | ----------------- | --------------- |
| 1999 | Rites of Passage   | Campbell Farraday | Victor Salva    |
| 2001 | The Shipping News  | Dennis Buggit     | Lasse Hallström |
| 2004 | The Grudge         | Doug              | Takashi Shimizu |
| 2004 | Happily Even After | Jake              | Unsu Lee        |
| 2005 | Shooting Livien    | John Livien       | Rebecca Cook    |
| 2005 | Man of Good        | Ben Cohen         | Jefery Levy     |
| 2006 | Skinwalkers        | Varek             | James Isaac     |
| 2007 | The Tattooist      | Jake Sawyer       | Peter Burger    |
| 2007 | D-War              | Ethan Kendrick    | Hyung-rae Shim  |
| 2008 | Senseless          | Eliott Gast       | Simon Hynd      |
| 2008 | Frost              | Jack Frost        | Steve Clark     |

### Televisión
| Año       | Programa               | Personaje        | Notas                           |
| --------- | ---------------------- | ---------------- | ------------------------------- |
| 1994      | Step by Step           | Larry            |                                 |
| 1996      | Pacific Blue           | Jack             |                                 |
| 1997      | 7th Heaven             | Brian Heaz       |                                 |
| 1997      | Buffy, la cazavampiros | Billy Fordham    |                                 |
| 1998-1999 | Dawson's Creek         | Chris Wolfe      |                                 |
| 1999-2002 | Roswell                | Max Evans / Zan  |                                 |
| 2012      | Breakout Kings         | Damien Fontleroy |                                 |
| 2020      | Roswell, New Mexico    | Tripp Manes      | Elenco recurrente (temporada 2) |
| 2021      | Supergirl              | Zor-El           | Elenco recurrente (temporada 6) |

## Vida privada
En 1999, Jason mantuvo una relación amorosa con la actriz Katherine Heigl.
En 2004, comenzó a salir con su compañera KaDee Strickland, mientas filmaban la película The Grudge; contrajeron matrimonio en Ojai, California en 2006.  El 17 de octubre de 2013 la pareja le dio la bienvenida a su primer hijo Atticus Elijah Behr.
Jason siempre ha disfrutado jugando al baloncesto, es un gran admirador de Michael Jordan. También le gusta jugar al golf y además es monitor de esquí. Su debilidad más grande es comer caramelos. Jason es una persona que se cuida mucho, para él es muy importante estar en forma y comer sano.